# Carl Florus Toll
Carl Florus Toll (i riksdagen kallad Toll i Hedemora), född 29 augusti 1820 på Frösåker, död 27 februari 1896 i Hedemora, var en svensk friherre (efter en äldre broders död 1887), militär, kommunalpolitiker och riksdagsman. Han var son till Gustaf Filip Adam Toll, bror till Gustaf Toll och kusin till Johan Ludvig Osvald Toll.
Toll var åren 1841–1878 verksam vid Dalregementet, där han 1869 blev major. Åren 1862–1866 var han ledamot av Örebro läns hushållningssällskaps förvaltningsutskott och var senare (1873–1876) ordförande i Kopparbergs läns hushållningssällskap och förvaltningsutskott. Han var ledamot av länets landsting 1877–1879, lekmannaombud för länet vid kyrkomötena 1873, 1883 och 1888 samt i riksdagen ledamot av andra kammaren 1875–1881 samt från 1885 till A-riksdagen våren 1887.